# Xã Springfield, Quận Hamilton, Ohio
Xã Springfield (tiếng Anh: Springfield Township) là một xã thuộc quận Hamilton, tiểu bang Ohio, Hoa Kỳ. Năm 2010, dân số của xã này là 36.319 người.